# منصور الفيلي
منصور الفيلي (28 أغسطس 1961- ) ممثل إماراتي بدأ المجال الفني عام 1978م و مازال مستمر فيه.

## أعماله الفنية

### الأفلام
- فيلم زنزانة
- فيلم عبدالله
- فيلم مزرعة يدوه
- فيلم حب ملكي
- فيلم ضوء دامس
- فيلم لبن مثلج
- فيلم موت بطيء
- فيلم Dishoom
- فيلم عاشق عموري
- فيلم الكمين

### المسلسلات التلفزيونية
- مسلسل بين قلبين
- مسلسل دبي لندن دبي
- مسلسل لو إني أعرف خاتمتي
- مسلسل تحالف الصبار
- مسلسل حبة رمل
- مسلسل تذكر داوود
- مسلسل بحر الليل
- مسلسل أنيسة الونيسة
- مسلسل سوالف عمران
- مسلسل زيرو فور
- مسلسل أوراق الحب
- مسلسل حبر العيون
- مسلسل زمن طناف
- مسلسل عجيب غريب
- مسلسل ما أصعب الكلام
- مسلسل دروب المطايا
- مسلسل أبلة نورة
- مسلسل حاير طاير
- مسلسل أيامنا
- مسلسل المقاريد
- مسلسل جمرة غضى
- مسلسل البيوت أسرار
- مسلسل نادي الضاحكين
- مسلسل أحلام السنين
- مسلسل عودة الفارس
- مسلسل تناقضات
- مسلسل بركون
- مسلسل هموم صحية
- مسلسل حياة ثانية

### المسرحيات
- مسرحية الكبار مع التحية
- مسرحية بومحيوس في ورطة
- مسرحية دبابيس
- مسرحية طارش والعنود
- مسرحية هي وهاي وهو
- مسرحية سيف بوهلال
- مسرحية اهلا كوجاك
- مسرحية أحلام مسعود
- مسرحية بومحيوس
- مسرحية بهلول والوجه الآخر

### المسلسلات الاذاعية
- مسلسل إذاعي بو عبدالله في رمضان
- مسلسل إذاعي يوميات عرقوب
- مسلسل إذاعي فضولي
- مسلسل إذاعي يوميات عجيب
- مسلسل إذاعي عنتر وحلوم
- مسلسل إذاعي يوميات بومحيوس

### ادوار الدبلجة
منصور (مسلسل) - صقر جد منصور